# Archilestes tuberalatus
Archilestes tuberalatus – gatunek ważki z rodziny pałątkowatych (Lestidae). Występuje endemicznie w Wenezueli.